# 稻城高原鳅
稻城高原鳅（学名：Triplophysa daochengensis）为輻鰭魚綱鯉形目條鳅科高原鳅属的鱼类。为中国特有种，分布于四川省稻城县境内的金沙江支流稻城河中。

## 形态特征
稻城高原鳅身体呈长形，侧扁。全身裸露无鳞，测线完全。尾柄高度向尾鳍方向不变。头长等于尾柄长。下颌铲形。背鳍末根不分枝鳍条硬。背吻距小于背尾距。腹鳍起点稍后于背鳍起点。腹鳍末端不达肛门。鳔后室缺失。肠管在胃之后绕折成3个环的螺旋型。身体背部和侧面呈黄棕色，腹部为白色。背部具有8至12个黑褐色横纹，体侧中段具有10～16个黑点。鳍为灰黄色，背鳍上具有2～3行小黑点，尾鳍2～4行小黑点。

## 扩展阅读
維基物種上的相關：稻城高原鳅